# Battaglia di Kỳ Hòa
La battaglia di Kỳ Hòa (in vietnamita Trận Đại đồn Chí Hòa), svoltasi il 24 e 25 febbraio 1861, fu un'importante vittoria francese nella campagna di Cocincina (1858-1862). Questa campagna, combattuta tra francesi e spagnoli da una parte e vietnamiti dall'altra, iniziò come una limitata spedizione punitiva e finì come una guerra di conquista francese. La guerra si concluse con la creazione della colonia francese della Cocincina, uno sviluppo che fu l'inizio di quasi un secolo di dominio coloniale francese in Vietnam.

## Contesto
Dopo iniziali vittorie, che permisero la conquistare Tourane il 1º settembre 1858 e Saigon il 17 febbraio 1859, i francesi e gli spagnoli si trovarono sotto l'assedio delle truppe vietnamite in entrambe le città. Tourane fu evacuata dagli alleati nel marzo del 1860, mentre Saigon rimaneva tuttora assediata.
A seguito alla vittoria anglo-francese nella battaglia di Palikao del 21 settembre 1860, che mise fine alla seconda guerra dell'oppio, furono inviati a Saigon rinforzi consistenti in 70 navi da guerra, al comando dell'ammiraglio Léonard Charner, e in 3500 soldati, al comando del generale Élie de Vassoigne. La squadra navale di Charner, la più potente forza navale francese vista nelle acque vietnamite prima della creazione della Squadra dell'Estremo Oriente per la guerra franco-cinese (agosto 1884 – aprile 1885), comprendeva le fregate a vapore Impératrice Eugénie e Renommée (le ammiraglie, rispettivamente, di Léonard Charner e di François Page), le corvette Primauguet, Laplace e Du Chayla, undici navi per il trasporto delle truppe, cinque cannoniere di prima classe, diciassette navi da trasporto e una nave ospedale. La squadra era accompagnata da una mezza dozzina di giunche armate acquistate a Macao.

## La battaglia
I francesi e i loro alleati spagnoli erano assediati a Saigon da un esercito vietnamita di circa 32000 uomini al comando di Nguyễn Tri Phương. Le linee d'assedio vietnamite, lunghe 12 chilometri, erano incentrate sul villaggio di Kỳ Hòa, trasformato in un formidabile campo trincerato:
Il 24 e 25 febbraio 1861 i francesi attaccarono e conquistarono le linee di Kỳ Hòa.

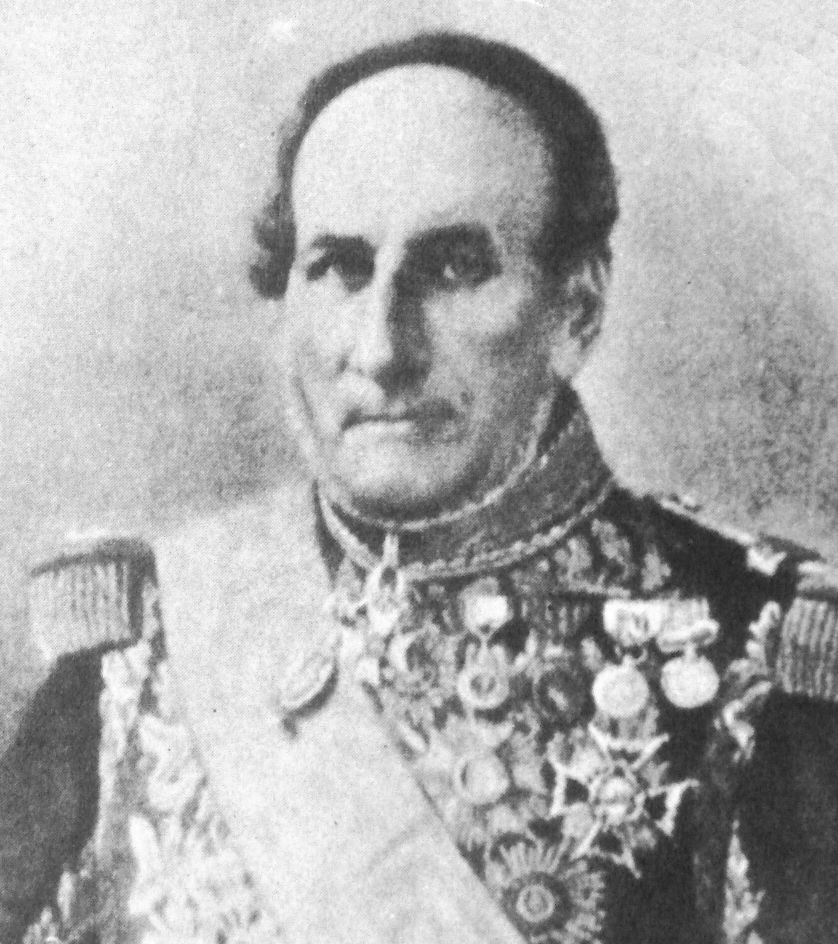
L'ammiraglio Léonard Charner, comandante francese alla battaglia di Kỳ Hòa

Il primo assalto ebbe luogo il 24 febbraio 1861.  L'artiglieria francese avanzò fino a una posizione a un chilometro dalle linee d'assedio e bombardò le difese vietnamite. La fanteria francese e spagnola formò delle colonne alle spalle delle postazioni dell'artiglieria. Quindi i cannoni da montagna avanzarono fino a 500 metri dal Fort de la Redoute e dalla linea di trincee che si estendeva verso est. Il resto dell'artiglieria li seguì presto e, raggiunta questa nuova linea, la fanteria si divise in due colonne d'assalto, quella di destra al comando del chef de bataillon du génie Allizé de Matignicourt, e quella di sinistra al comando del capitano di fregata Desvaux, capitano della nave da trasporto Entreprenante..
Le colonne d'assalto francesi e spagnole caricarono e catturarono il Fort de la Redoute e parte delle linee di trincea vietnamite. Tuttavia, gli attaccanti soffrirono pesantemente il fuoco vietnamita. Il comandante francese generale de Vassoigne e il comandante spagnolo colonnello Palanca y Guttierez furono entrambi feriti nell'attacco.
Un secondo assalto ebbe luogo il giorno seguente, 25 febbraio 1861. L'attacco avvenne all'alba e venne effettuato da due colonne di fanteria supportate dall'artiglieria. Thomazi diede la seguente descrizione dell'assalto:
Ancora una volta, le perdite francesi e spagnole furono relativamente pesanti (12 morti e 225 feriti). Molti dei feriti, tra cui il tenente colonnello della fanteria di marina Testard, morirono in seguito alle ferite riportate durante lo scontro. Secondo i francesi, i vietnamiti persero circa 1000 uomini, tra i quali Nguyễn Tri Phương, che fu ferito durante la battaglia. Secondo il Việt sử Tân biên, i vietnamiti persero anche due comandanti in questa battaglia: il Tán-lý Nguyễn Duy e il Tán-tương Tôn Thất Trĩ.

## Conseguenze
La vittoria ottenuta a Kỳ Hòa permise ai francesi e agli spagnoli di passare all'offensiva. Nell'aprile del 1861, Mỹ Tho cadde in mano ai francesi. All'inizio del 1862 i francesi catturarono Biên Hòa e Vĩnh Long. Queste vittorie costrinsero i vietnamiti a chiedere la pace nell'aprile 1862. Quella che era iniziata come una piccola spedizione punitiva si era trasformata in una guerra lunga, amara e costosa ed era impensabile che la Francia uscisse da questa lotta a mani vuote. Tự Đức fu costretto a cedere alla Francia le tre province più meridionali del Vietnam, Biên Hòa, Gia Định e Định Tường. Nacque così la colonia francese della Cocincina, con capitale a Saigon.